# Потапова, Злата Михайловна
Зла́та Миха́йловна Пота́пова (19 августа 1918, Москва — 1994, там же) — советский литературовед, литературный критик, переводчица

. Доктор филологических наук.

## Биография
Окончила МИФЛИ имени Н. Г. Чернышевского (1941), романское отделение.
В 1952—1984 годах работала в Институте мировой литературы имени А. М. Горького АН СССР.
В 1955 году перевела с итальянского «Приключения Чиполлино» Дж. Родари (под руководством С. Я. Маршака).
В 1977 году в Институте мировой литературы имени А. М. Горького АН СССР защитила диссертацию на соискание учёной степени доктора филологических наук по теме «Русско-итальянские литературные связи, вторая половина XIX века» (специальность 10.01.05 — Русская литература и литература народов Европы, Америки и Австралии).
Награждена медалями. Член Союза писателей СССР (1970).

## Сочинения

### Монографии
- Прогрессивная литература Италии. // В сб. Прогрессивная литература стран капитализма в борьбе за мир. М., 1952.
- Неореализм в итальянской литературе / Акад. наук СССР. Ин-т мировой литературы им. А. М. Горького. — М.: Изд-во Акад. наук СССР, 1961. — 228 с.
- Русско-итальянские литературные связи. Вторая половина XIX в. — М.: Наука, 1973. — 288 с.
- Итальянский роман сегодня / АН СССР, Ин-т мировой литературы им. А. М. Горького. — М.: Наука, 1977. — 192 с.

### Переводы
- Родари Дж. Приключения Чиполлино: Сказка : Для дошкольного возраста / Сокр. пересказ З. Потаповой; Худож. И. Бруни. — М.: Детский мир, 1961. — 47 с.

### Статьи
- Родари, Джанни / Потапова З. М. // Ремень — Сафи. — М. : Советская энциклопедия, 1975. — С. 159. — (Большая советская энциклопедия : [в 30 т.] / гл. ред.  А. М. Прохоров ; 1969—1978, т. 22).

### Аудиопостановки
- 1962 — «Приключения Чиполлино» — грампластинка. Композиция З. Потаповой и С. Богомазова, музыка Н. Пейко. Оркестр под управлением В. Ширинского. Всесоюзная фирма грамзаписи «Мелодия».